# LeBron James
LeBron Raymone James Sr. (/ləˈbrɒn/; sinh ngày 30 tháng 12 năm 1984) là một vận động viên bóng rổ chuyên nghiệp Hoa Kỳ, hiện đang chơi cho câu lạc bộ bóng rổ Los Angeles Lakers ở Giải bóng rổ nhà nghề Mỹ (NBA). Với biệt danh "King James" (Vua James), anh được công nhận rộng rãi như là một trong những vận động viên vĩ đại nhất trong lịch sử thể thao, cũng như thường được so sánh với Michael Jordan trong những cuộc tranh luận về việc ai là cầu thủ bóng rổ vĩ đại nhất mọi thời đại. Anh đã thi đấu tổng cộng 10 trận chung kết NBA (trong đó có 8 trận chung kết liên tiếp từ năm 2011 đến 2018), giành được 4 chức vô địch NBA vào các năm 2012, 2013, 2016 và 2020. Anh cũng đã giành chức vô địch giải đấu NBA Cup đầu tiên trong lịch sử vào năm 2023 cùng với Los Angeles Lakers và ba huy chương vàng Olympic với tư cách là thành viên của đội tuyển bóng rổ nam Hoa Kỳ vào các năm 2012, 2016 và 2024.
Với tư cách cá nhân, James đang nắm giữ kỉ lục là cầu thủ ghi được nhiều điểm nhất trong lịch sử NBA, anh cũng đứng thứ tư mọi thời đại về tổng số pha kiến tạo. James đã bốn lần dành giải Cầu thủ xuất sắc nhất mùa giải (MVP) của NBA , bốn lần dành giải cầu thủ xuất sắc nhất Chung kết NBA (FMVP), ba lần giành giải giải Cầu thủ xuất sắc nhất trận đấu All-Star và cũng là người đầu tiên giành danh hiệu Cầu thủ xuất sắc nhất trận chung kết NBA Cup. Anh có kỷ lục 20 lần được bình chọn vào đội hình thi đấu trận All-Star, được chọn vào Đội hình toàn NBA 20 lần (bao gồm 13 lần được chọn vào Đội một) và Đội hình phòng thủ toàn NBA sáu lần, đồng thời là á quân của Giải Cầu thủ phòng ngự xuất sắc nhất năm của NBA hai lần trong sự nghiệp. Tại thời điểm hiện tại, James là cầu thủ lớn tuổi nhất tại NBA.
James bắt đầu sự nghiệp bóng rổ của mình ở trường trung học St. Vincent – St. Mary tại quê hương Akron, Ohio. Ngay từ thời điểm ấy, anh đã liên tục được giới truyền thông ca ngợi và dự đoán sẽ trở thành một siêu sao NBA hàng đầu trong tương lai với khả năng ghi điểm, kiến tạo, phòng thủ và dẫn dắt lối chơi. Anh được câu lạc bộ Cleveland Cavaliers lựa chọn ngay trong lượt pick đầu tiên ở kỳ Tuyển chọn Tân binh NBA (NBA Draft) năm 2004. Được vinh danh là Tân binh NBA của năm đó, anh sớm khẳng định mình là một trong những cầu thủ hàng đầu của giải đấu, dẫn dắt Cleveland Cavaliers lần đầu tiên góp mặt trong một loạt trận chung kết NBA vào năm 2007 và giành được hai giải cầu thủ xuất sắc nhất mùa giải NBA vào các năm 2009 và 2010. Sau nhiều năm không thể giành được chức vô địch cùng Cleveland, James rời đi vào năm 2010 với tư cách là cầu thủ tự do để gia nhập Miami Heat; quyết định này đã được James công bố trong một chương trình truyền hình toàn quốc đặc biệt có tựa đề The Decision (Quyết định) và là một trong những động thái gây tranh cãi nhất trong lịch sử thể thao chuyên nghiệp.
James đã giành được hai chức vô địch NBA liên tiếp cùng với Miami Heat vào các năm 2012 và 2013 ; trong cả hai mùa giải này, anh đều dành được danh hiệu Cầu thủ xuất sắc nhất giải đấu (MVP) và Cầu thủ xuất sắc nhất loạt trận chung kết. Sau khi kết thúc mùa giải thứ tư với Miami Heat vào năm 2014, James đã từ chối gia hạn hợp đồng và quyết định tái hợp với đội bóng cũ Cavaliers. Trong trận chung kết NBA năm 2016, James cùng với Cavaliers đã lội ngược dòng ngoạn mục để giành thắng lợi chung cuộc 4-3 trước nhà đương kim vô địch Golden State Warriors mặc dù bị dẫn trước với tỉ số 3–1, qua đó mang về chức vô địch NBA đầu tiên trong lịch sử đội bóng và đồng thời cũng chấm dứt lời nguyền thể thao Cleveland kéo dài 73 năm.  Vào năm 2018, James quyết định rời Cavaliers một lần nữa và ký hợp đồng với đội bóng miền Tây Los Angeles Lakers, tại đây anh đã giành thêm một chức vô địch NBA vào năm 2020 và chức vô địch NBA Cup năm 2023.  Vào ngày 7 tháng 2 năm 2023, James đã vượt qua Kareem Abdul-Jabbar để trở thành cầu thủ ghi được nhiều điểm nhất trong lịch sử NBA.

## Thời thơ ấu
LeBron Raymone James sinh ngày 30 tháng 12 năm 1984 tại Akron, Ohio:22 với mẹ là bà Gloria Marie James và cha là ông Anthony McClelland - từng vi phạm pháp luật với nhiều tội danh và không hề liên quan đến cuộc sống Lebron. Thời thơ ấu, gia đình LBJ từng bị nhiều ánh mắt ở Akron dòm ngó và bà Gloria cũng gặp khó khăn trong tìm việc làm ổn định. Bà Gloria nhận ra Lebron sẽ sống tốt hơn trong một gia đình yên ổn, nên đã cho Lebron chuyển đến sống cùng gia đình của Frank Walker, một huấn luyện viên bóng bầu dục tại địa phương, cũng là người đưa James đến với bóng rổ khi anh 9 tuổi.
James bắt đầu chơi trong đội bóng rổ từ lớp 5.  Sau này anh chơi cho đội Northeast Ohio Shooting Stars tại giải bóng rổ nghiệp dư Amateur Athletic Union (AAU). Đội của anh đã gây tiếng vang lớn ở cả cấp địa phương và cấp quốc gia, dẫn dắt bởi James và bạn anh, Sian Cotton, Dru Joyce III, và Willie McGee. Họ gọi nhóm đó là "Bộ tứ" (the "Fab Four') và hứa với nhau rằng họ sẽ vào trung học tại cùng một trường. Sau một hồi tranh luận, họ quyết định chọn Trường Trung học St. Vincent–St. Mary, một trường tư thục Công giáo nơi mà chủ yếu là những học sinh da trắng theo học.

## Thời trung học

### Môn bóng rổ
Khi còn học năm nhất, LeBron James có trung bình 21 điểm và 6 lần bắt bóng bật bảng trong mỗi trận đấu của đội bóng rổ Trung học St. Vincent-St. Mary. Đội bóng dành đến 27 trận thắng và 0 thất bại khi đến được Giải hạng 3 NCAA, đội bóng duy nhất ở Ohio kết thúc mùa giải mà vẫn bất bại. Năm hai, LBJ có trung bình 25.2 điểm và 7.2 lần bắt bóng bật bảng, 5,8  lần hỗ trợ tấn công và 3,8 lần cướp bóng mỗi trận. Một vài trận tại mùa giải này, St. Vincent-St. Mary chơi tại trường Đại học Akron, nơi có 5492 ghế ngồi tại Nhà thi đấu Rhodes để phục vụ nhu cầu từ cựu sinh viên, người hâm mộ, sinh viên và hơn thế nữa là những tuyển trach viên của NBA đến xem James thi đấu. Đội của LBJ, với biệt danh "Những chiến binh Ailen" ("The Fighting Irish") hủy diệt với 26/27 trận thắng tại giải vô địch tiểu bang. Với lối chơi vượt bậc, Lebron James được gán với biệt danh "Quý ngài Bóng Rổ vùng Ohio" và được chọn vào danh sách đội hình tiêu biểu của thời báo USA Today, là học sinh năm hai đầu tiên làm được điều này.
Trước khi bắt đầu năm học bản lề, Lebron được xuất hiện trên Slam, một tòa soạn chuyên bóng rổ, và nhà báo Ryan Jones tôn vinh anh có thể là "người chơi bóng rổ hay nhất lứa tuổi trung học tại Mỹ lúc này". Trong mùa giải, anh còn xuất hiện trên cả tờ bìa tạp chí Sports Illustrated, cũng là người đầu tiên lứa tuổi của anh làm được điều này.:104 Lại một mùa giải nữa, với 29 điểm, 8,3 lần bắt bóng bật bảng, 5,7 lần hỗ trợ kèm với 3,3 lần cướp bóng mỗi trận đấu, danh hiệu "Quý ngài Bóng Rổ vùng Ohio" lại thuộc về LBJ và anh lại lọt vào đội hình tiêu biểu của thời báo USA Today, vinh dự hơn nữa là anh đã được tôn vinh tại giải thưởng "Gatorade National" cho danh hiệu cầu thủ trung học xuất sắc nhất.:117 Tuy nhiên đội bóng của anh, St. Vincent-St. Mary, lại không thể vô địch Giải hạng 2 NCAA năm ấy. Cũng vì điều này mà Lebron không thể kiến nghị NBA để thay đổi dự thảo cho kì tuyển trạch hàng năm của NBA (NBA draft) vào năm 2002.. Trong thời gian ấy anh đã dùng cần sa để giải tỏa áp lực từ giới truyền thông.
Năm cuối cấp, LBJ và nhóm của anh - những chiến binh Ailen - đã đi vòng quanh đất nước để chơi các trận đấu hạng quốc gia, bao gồm cả trận đấu với Học viện Oak Hill được trực tiếp trên kênh ESPN2. Công ti Viễn thông Time Warner, nhìn thấy cơ hội từ sự nổi tiếng của LBJ, đã bán mọi trận đấu của trường St. Vincent-St. Mary đến với người đăng ký thông qua hình thức  mua bản chiếu mỗi trận trong suốt mùa giải. Năm đó, LBJ ghi trung bình tới 31,6 điểm, 9,6 lần bắt bóng bật bảng, 4,6 lần hỗ trợ và 3,4 lần cướp bóng trung bình theo mỗi trận, và giữ vững sự thống trị của mọi danh hiệu của năm trước đó.